# It’s You
It's You – drugi singel z drugiego albumu zespołu EMF, Stigma. Utwór jest znany jest również jako It's You That Leaves Me Dry.

## Lista utworów

### 12Vinyl Europe[1]
1. It's You 3:56
2. It's You (Crash and Burn) 6:04
3. It's You (13½% Extra Remix) 9:02

### CD UK Single[2]
1. It's You 3:56
2. It's You (13½% Extra Remix) 9:02
3. The Light That Burns Twice As Bright... (Mystic Music Remix) 6:37

### CD Promo Maxi Single US[3]
1. It's You (Aldridge Liar Mix) 3:54
2. It's You (Beatnik Mix) 3:51
3. It's You (Crash and Burn) 6:04
4. It's You (13½% Extra Remix) 9:01